# Josip Balić
Josip Balić (sinh ngày 8 tháng 7 năm 1993) là một cầu thủ bóng đá chuyên nghiệp người Croatia thi đấu ở vị trí tiền vệ.
Anh từng thi đấu tại Việt Nam cho câu lạc bộ Thanh Hóa ở mùa giải 2020.